# Tour Ramer

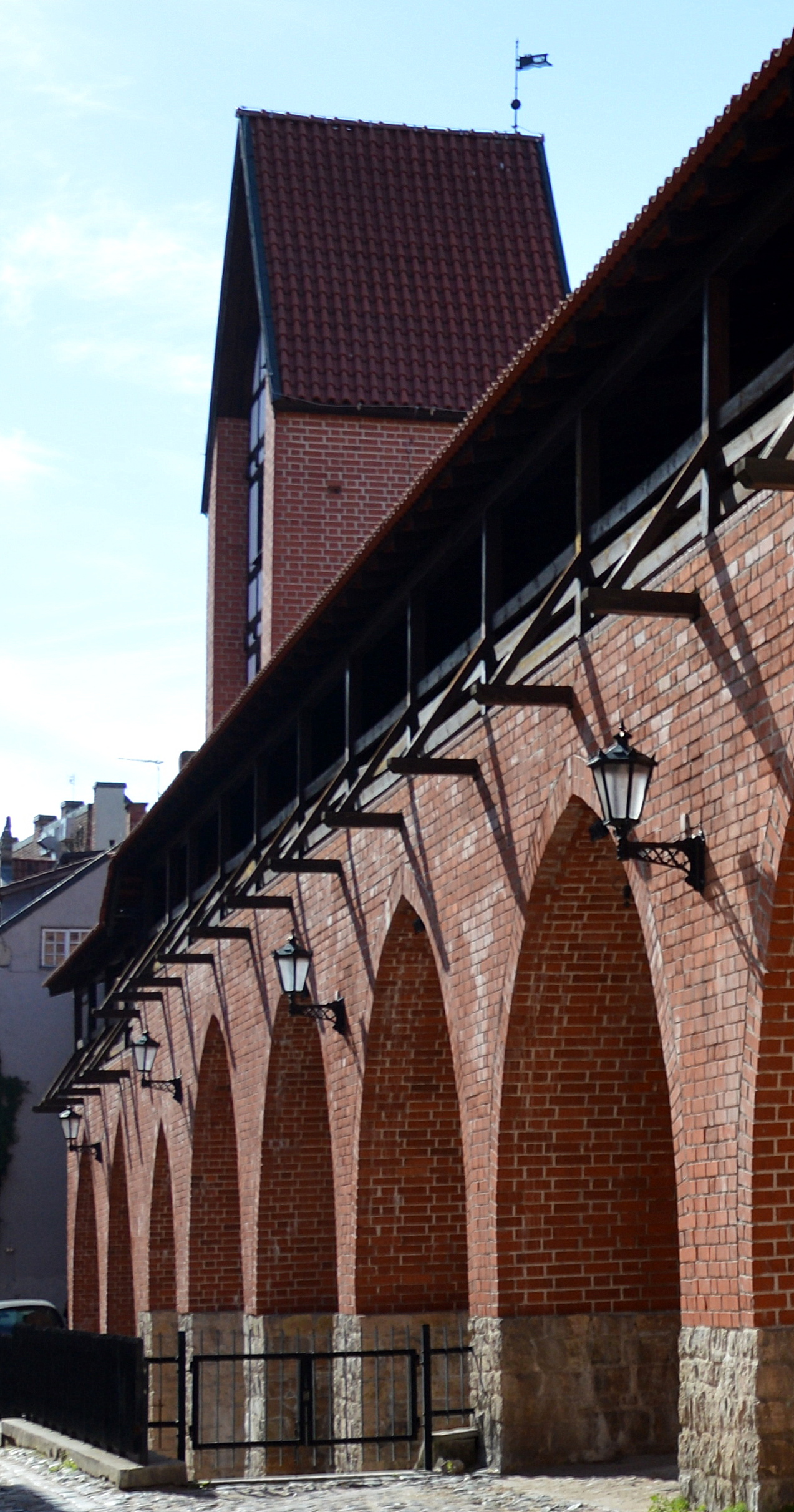
Vue depuis l'est.

La Tour Ramer (en letton : Rāmera tornis) est une tour des fortifications historiques de la ville de Riga dans la vieille ville de la capitale lettone Riga.

## Histoire
La tour a été construite dans la première moitié du XIIIe siècle sur un plan rectangulaire et était ouvert au sud sur la ville. Au XIXe siècle, les remparts de la ville ont perdu leur importance militaire en raison du développement de la technologie des armes. Des bâtiments ont été ajoutés des deux côtés et la tour Ramer a également été construit. Lorsque les bâtiments délabrés des 15-17 Lärmstrasse ont été démolis en 1913, des vestiges de la tour Ramer ont été redécouverts. Il y avait encore trois murs à une hauteur de deux étages. De 1985 à 1987, la tour a été restaurée et reconstruite.

## Littérature
- Karl Woldemar von Löwis de Menar, Riga, Verlag von Joneck & Poliewsky, Riga 1918, page 15.

## Liens web
- Rāmera tornis sur www.citariga.lv (letton)